# Pepperoni Quattro
『Pepperoni Quattro』（ペパロニ・クアットロ）はELLEGARDENの3作目のスタジオ・アルバムである。2004年5月26日発売。

## 概要
フルアルバムとしては3枚目となり、フルアルバムの中で唯一シングルが収録されていない。
「これまで以上に音楽に対して真剣に向き合い、集中してレコーディングに臨めた。」とボーカルの細美武士がコメントしている。
ELLEGARDENの作品では唯一、タイトルにイタリア語が使用されている。
オリコンアルバム総合チャート17位を獲得。

## 収録曲
| 全作詞・作曲: 細美武士。 |                       |          |            |
| #                        | タイトル              | 作詞     | 作曲・編曲 |
| 1.                       | 「Supernova」         | 細美武士 | 細美武士   |
| 2.                       | 「スターフィッシュ」  | 細美武士 | 細美武士   |
| 3.                       | 「Make A Wish」       | 細美武士 | 細美武士   |
| 4.                       | 「Addicted」          | 細美武士 | 細美武士   |
| 5.                       | 「バタフライ」        | 細美武士 | 細美武士   |
| 6.                       | 「My Bloody Holiday」 | 細美武士 | 細美武士   |
| 7.                       | 「Pizza Man」         | 細美武士 | 細美武士   |
| 8.                       | 「ロストワールド」    | 細美武士 | 細美武士   |
| 9.                       | 「Perfect Days」      | 細美武士 | 細美武士   |
| 10.                      | 「Good Morning Kids」 | 細美武士 | 細美武士   |

## 曲解説
1. Supernova
欧米向けのコンピレーションアルバム『Figureheads Compilation』にも収録されたが、その際は歌詞が一部変更され、曲冒頭のSE（約9秒）がカットされた。『ELLEGARDEN BEST 1999-2008』に収録された際は、本作収録版と同じ歌詞ではあるものの、再録されており、また『Figureheads Compilation』版同様に冒頭のSEがなくなっている。
細美が「ELLEGARDEN復活のライブの1曲目」と以前から公言していた楽曲で、その宣言通り2018年の「ELLEGARDEN THE BOYS ARE BACK IN TOWN TOUR 2018」では全公演1曲目として演奏された。
2. スターフィッシュ
『ELLEGARDEN BEST 1999-2008』にも収録。
細美が親友・ホリエアツシについて歌った曲。
3. Make A Wish
『ELLEGARDEN BEST 1999-2008』にも収録。
ライブのアンコールで歌われることなく、観客も含んだ大合唱が行われる。
4. Addicted
5. バタフライ
PVが制作されている。
6. My Bloody Holiday
7. Pizza Man
『ELLEGARDEN BEST 1999-2008』にも収録。
本作の表題曲。
ライブでは2番で「Pepperoni Quattro!!」と観客が叫ぶのが恒例となっている。
8. ロストワールド
9. Perfect Days
10. Good Morning Kids

Sound Producer:ホリエアキラ

## 参加ミュージシャン
五十嵐竜也 (UP HOLD)：Guest Vocal (5)